# كاميران محمد
كاميران محمد لاعب كرة قدم عراقي سابق، دعي لفترة قصيرة إلى صفوف المنتخب العراقي في منتصف ثمانينات القرن الماضي دون أن يلعب مباراة واحدة، لعب لأندية أربيل والرشيد العراقيين.